# Distribuição Kumaraswamy modificada
Em probabilidade, a distribuição Kumaraswamy Modificada (MK) é uma distribuição de probabilidade contínua de dois parâmetros definida no intervalo (0,1). Ela serve como uma alternativa às distribuições Beta e Kumaraswamy para modelar variáveis aleatórias duplamente limitadas. A distribuição MK foi originalmente proposta por Sagrillo, Guerra e Bayer  por meio de uma transformação da distribuição Kumaraswamy. Sua densidade apresenta um formato crescente-decrescente-crescente, o que não é característico das distribuições Beta ou Kumaraswamy. A motivação para essa proposta surgiu a partir de aplicações em problemas hidroambientais.

## Definições

### Função densidade de probabilidade
A função densidade de probabilidade da distribuição Modified Kumaraswamy é:
{\displaystyle f_{X}\left(x;{\boldsymbol {\theta }}\right)={\frac {\alpha \beta x^{\alpha -\alpha /x}(1-\mathrm {e} ^{\alpha -\alpha /x})^{\beta -1}}{x^{2}}}}
onde {\displaystyle {\boldsymbol {\theta }}=(\alpha ,\beta )^{\top }} , {\displaystyle \alpha >0} e {\displaystyle \beta >0} são parâmetros de forma.

### Função distribuição acumulada
A função distribuição acumulada da Kumaraswamy Modificada é dada por:
{\displaystyle F_{X}\left(x;{\boldsymbol {\theta }}\right)=1-(1-\mathrm {e} ^{\alpha -\alpha /x})^{\beta }}
onde {\displaystyle {\boldsymbol {\theta }}=(\alpha ,\beta )^{\top }} , {\displaystyle \alpha >0} e {\displaystyle \beta >0} são parâmetros de forma.

### Função Quantílica
A função distribuição acumulada inversa (função quantílica) da distribuição MK é dada por
{\displaystyle Q_{X}\left(u;{\boldsymbol {\theta }}\right)={\frac {\alpha }{\alpha -\log(1-(1-u)^{1/\beta })}}}

## Propriedades

### Momentos
O h-ésimo momento de X é dado por:
{\displaystyle {\textrm {E}}\left(X^{h}\right)=\alpha \beta \mathrm {e} ^{\alpha }\sum _{i=0}^{\infty }(-1)^{i}{\begin{pmatrix}\beta -1\\i\end{pmatrix}}\mathrm {e} ^{\alpha i}(\alpha +\alpha i)^{h-1}\Gamma \left[1-h,\left(i+1\right)\alpha \right]}

### Média e Variância
Medida de tendência central, a média {\displaystyle (\mu )} de X é:
{\displaystyle \mu ={\text{E}}(X)=\alpha \beta \mathrm {e} ^{\alpha }\sum _{i=0}^{\infty }(-1)^{i}{\begin{pmatrix}\beta -1\\i\end{pmatrix}}\mathrm {e} ^{\alpha i}\Gamma \left[0,\left(i+1\right)\alpha \right]}
E sua Variância {\displaystyle (\sigma ^{2})}:
{\displaystyle \sigma ^{2}={\text{E}}(X^{2})=\alpha ^{2}\beta \mathrm {e} ^{\alpha }\sum _{i=0}^{\infty }(-1)^{i}{\begin{pmatrix}\beta -1\\i\end{pmatrix}}\mathrm {e} ^{\alpha i}(i+1)\Gamma \left[-1,\left(i+1\right)\alpha \right]-\mu ^{2}}

## Estimação de parâmetros
Sagrillo, Guerra e Bayer  sugeriram o uso do método de máxima verossimilhança para a estimação dos parâmetros da distribuição MK. A função de log-verossimilhança da distribuição MK, dada uma amostra {\displaystyle x_{1},\ldots ,x_{n}}, é:
{\displaystyle {\begin{aligned}\ell ({\boldsymbol {\theta }})=&\,n\alpha +n\log \left(\alpha \right)+n\log \left(\beta \right)-\alpha \sum _{i=1}^{n}{\frac {1}{x_{i}}}-2\sum _{i=1}^{n}\log(x_{i})\\&+(\beta -1)\sum _{i=1}^{n}\log(1-\mathrm {e} ^{\alpha -\alpha /x_{i}}).\end{aligned}}}
Os componentes do vetor escore {\displaystyle U\left({\boldsymbol {\theta }}\right)=\left[{\frac {\partial \ell ({\boldsymbol {\theta }})}{\partial \alpha }},{\frac {\partial \ell ({\boldsymbol {\theta }})}{\partial \beta }}\right]} são
{\displaystyle {\begin{aligned}{\frac {\partial \ell ({\boldsymbol {\theta }})}{\partial \alpha }}=n+{\frac {n}{\alpha }}+(\beta -1)\mathrm {e} ^{\alpha }\sum _{i=1}^{n}{\frac {x_{i}-1}{x_{i}(\mathrm {e} ^{\alpha }-\mathrm {e} ^{\alpha /x_{i}})}}-\sum _{i=1}^{n}{\frac {1}{x_{i}}}\end{aligned}}}
e
{\displaystyle {\begin{aligned}{\frac {\partial \ell ({\boldsymbol {\theta }})}{\partial \beta }}={\frac {n}{\beta }}+\sum _{i=1}^{n}\log(1-\mathrm {e} ^{\alpha -\alpha /x_{i}})\end{aligned}}}
Os estimadores de máxima verossimilhança (EMVs) de {\displaystyle {\boldsymbol {\theta }}}, denotadas por {\displaystyle {\hat {\boldsymbol {\theta }}}=\left({\hat {\alpha }},{\hat {\beta }}\right)^{\top }}, são obtidos como solução simultânea de {\displaystyle {\boldsymbol {U}}({\boldsymbol {\theta }})={\boldsymbol {0}}}, onde {\displaystyle {\boldsymbol {0}}} é um vetor bidimensional nulo. Os EMVs da distribuição MK não possuem forma fechada, porém a função de log-verossimilhança pode ser maximizada numericamente.  

## Distribuições relacionadas
- Se  {\displaystyle X\sim {\textrm {MK}}(\alpha ,\beta )}, então  {\displaystyle \left\{1-{\frac {1}{X}}\right\}\sim {\textrm {K}}(\alpha ,\beta )} (distribuição Kumaraswamy)
- Se  {\displaystyle X\sim {\textrm {MK}}(\alpha ,\beta )}, então  {\displaystyle {\frac {1}{X}}-1\sim } distribuição Exponencial exponencializada (EE) [2]
- Se {\displaystyle X\sim {\textrm {MK}}(1,\beta )}, então {\displaystyle \exp \left\{1-{\frac {1}{X}}\right\}\sim {\textrm {Beta}}(1,\beta )}. (Distribuição beta)
- Se {\displaystyle X\sim {\textrm {MK}}(\alpha ,1)}, então {\displaystyle \exp \left\{1-{\frac {1}{X}}\right\}\sim {\textrm {Beta}}(\alpha ,1)}.
- Se {\displaystyle X\sim {\textrm {MK}}(\alpha ,\beta )}, então {\displaystyle {\frac {1}{X}}-1\sim {\textrm {Exp}}(\alpha )} (Distribuição exponencial).

## Aplicações
A distribuição Kumaraswamy Modificada foi introduzida para modelagem de dados hidroambientais. Foi demonstrado que ela supera as distribuições Beta e Kumaraswamy na modelagem do volume útil de reservatórios de água no Brasil. Ela também foi utilizada na estimativa estatística da confiabilidade tensão-resistência de sistemas.